# Cambio 21 (bancada)
Cambio 21 fue un grupo parlamentario de centroderecha participante del período 2016-2021 del Congreso de la República del Perú. Fue presentado el 20 de marzo de 2018, liderado por el   congresista Kenji Fujimori, y reconocido el 19 de diciembre de ese mismo año. por el presidente del Congreso, Daniel Salaverry. Sus miembros son disidentes del partido político Fuerza Popular.

## Historia
El 21 de diciembre de 2017, el primer proceso de vacancia presidencial contra Pedro Pablo Kuczynski se encontraba en plena votación del Congreso de la República. Al final no se acordó la vacancia presidencial, pues 10 miembros del partido opositor Fuerza Popular votaron en contra de la destitución de Kuczynski de la presidencia. El 31 de diciembre de 2017 una Comité Disciplinario del partido ya mencionado recomendó la expulsión de dichos miembros. El 1 de marzo de 2018 desde su suspensión total, Kenji Fujimori decidió renunciar y —seguido por los otros disidentes— encabezar dicha facción  fujimorista con orientación más progresista y no conservadurista. El 3 de enero de 2018 Fujimori presentó a su disidencia con el nombre de «Avengers» —en referencia al estreno oficial en Perú de la película de ciencia ficción Avengers: Infinity War— de la política peruana. El 20 de marzo de 2018 el grupo disidente anunció la creación de la bancada Cambio 21 con miras a convertirse en un partido político y teniendo al expresidente Alberto Fujimori como presidente.
El 19 de diciembre de 2018 el presidente del Congreso Daniel Salaverry los reconoció como bancada bajo el amparo del Tribunal Constitucional del Perú que definía que «los parlamentarios renunciantes a sus agrupaciones políticas por diferencias de conciencia debidamente fundamentadas, podrán conformar nuevas bancadas, pasar a otros grupos parlamentarios, o formar la bancada mixta», dejando sin efecto la ya declarada inconstitucional ley Antitransfuga —aprobada en 2016— que no permitía la creación o formación de nuevas bancadas por parte de congresistas disidentes o no agrupados.

## Integrantes
Los integrantes oficiales son exmiembros de Fuerza Popular:
| Congresista | Congresista             | Partido político | Circunscripción |
| ----------- | ----------------------- | ---------------- | --------------- |
|             | Kenji Fujimori          | Fuerza Popular   | Lima            |
|             | Sonia Echevarría Huamán | Fuerza Popular   | Junín           |
|             | Estelita Bustos         | Fuerza Popular   | Callao          |
|             | Maritza García          | Fuerza Popular   | Piura           |
|             | Clayton Galván          | Fuerza Popular   | Pasco           |
|             | Marvin Palma            | Fuerza Popular   | Lambayeque      |
|             | Luis Yika García        | Fuerza Popular   | La Libertad     |
|             | Roberto Vieira          | Fuerza Popular   | Lima            |
|             | Lizbeth Robles Uribe    | Fuerza Popular   | Lima Provincias |
|             | Bienvenido Ramírez      | Fuerza Popular   | Tumbes          |
|             | Guillermo Bocángel      | Fuerza Popular   | Huánuco         |

En marzo de 2018, los congresistas Guillermo Bocángel, Bienvenido Ramírez y Kenji Fujimori, fueron suspendidos antes de formar la bancada de Cambio 21, así que de iure todavía formaron parte de la bancada de Fuerza Popular hasta la disolución el Congreso en septiembre de 2019.